# Bovakī
Bovakī (persiska: باوَكی, Bāvakī, Bāvkī, ‘Alī Āqā, Būk, عَلی آقا, بوکی, بوك, باوكی) är en ort i Iran.   Den ligger i provinsen Lorestan, i den centrala delen av landet, 300 km sydväst om huvudstaden Teheran. Bovakī ligger 2 112 meter över havet och antalet invånare är 451.
Terrängen runt Bovakī är huvudsakligen kuperad, men söderut är den platt.Runt Bovakī är det ganska glesbefolkat, med 29 invånare per kvadratkilometer. Närmaste större samhälle är Alīgūdarz, 12,3 km nordost om Bovakī. Trakten runt Bovakī består i huvudsak av gräsmarker.